# Mossad
Mossad (hebreiska המוסד למודיעין ולתפקידים מיוחדים, ha-Mossad le-Modiin ule-Tafkidim Meyuhadim, "Institutet för underrättelser och särskilda operationer") är en israelisk civil underrättelsetjänst. Organisationen är landets centrala organ för hemlig underrättelseinhämtning och specialuppdrag i utlandet och är därmed en motsvarighet till USA:s CIA. Mossad är ansedd som en av världens mest effektiva underrättelsetjänster, även om den vid några tillfällen även varit inblandad i uppmärksammade misslyckanden.

## Historik
Mossad fick sin definitiva form 1952-1953 och till dess förste chef utsågs Isser Harel, som närmast kom från Shin Bet. År 1960 låg organisationen bakom gripandet av den före detta SS-officeren Adolf Eichmann (Ricardo Klement) i Argentina. 1973 mördade Mossad av misstag en oskyldig kypare i Lillehammer i vad som har blivit känt som Lillehammerfallet.
Säkerhetstjänsten Mossad bildades 1949 och har sysslat med underrättelseverksamhet och operationer utanför militärens mandat. De har bland annat medverkat till infångandet av nazistiska krigsförbrytare och mot flygplanskapare. En del av operationerna har kritiserats internationellt som interventioner inom annans jurisdiktion. I en stor del av fallen har man dock inte kunnat bevisa Mossads inblandning.
Exempel på operationer som Mossad antas eller misstänks ha utfört:
- tillfångatagandet av Adolf Eichmann i Sydamerika och förberedelse att fånga Josef Mengele
- likvidering av en oskyldig person i Norge 1973 (Lillehammerfallet)
- underrättelse för Operation Entebbe 1976
- evakuering av etiopiska judar från krisen i Sudan till Israel 1984-85, med Sudans tysta medgivande och Etiopiens stöd
- likvidering av medlemmar av PLO, PFLP, Svarta september, Hizbollah, Islamiska Jihad och andra terroriststämplade grupper som ansågs vara skyldiga till specifika terrordåd
- evakuering av judar från Sarajevo till Israel under kriget i Bosnien 1992-93
- likvidering av kärnteknikforskare i Iran
- förvarning 2001 till USA:s regering om 11 september-attackerna

## Motto
Mossads tidigare motto, "be-tachbūlōt ta`aseh lekhā milchāmāh" (hebreiska: "אָן באַטראַכטונג איר קענען נישט פירן מלחמה"), är ett citat från Bibeln (Ordspråksboken 24:6) och betyder "Utan överläggning kan du inte föra krig".  
Mottot ändrades senare till "be-'éyn tachbūlōt yippol `ām; ū-teshū`āh be-rov yō'éts" (hebreiska: "באין תחבולות יפול עם , ותשועה ברוב יועץ"). Det nya citatet är också hämtat från Bibeln (Ordspråksboken 11:14) och betyder "Utan ledarskap går ett rike under, med många rådgivare kan det räddas" .

## Chefer
- Reuven Shiloah, 1949–1953
- Isser Harel, 1953–1963
- Meir Amit, 1963–1968
- Zvi Zamir, 1968–1973
- Yitzhak Hofi, 1973–1982
- Nahum Admoni, 1982–1989
- Shabtai Shavit, 1989–1996
- Danny Yatom, 1996–1998
- Efraim Halevy, 1998–2002
- Meir Dagan, 2002–2011
- Tamir Pardo, 2011–2015[2]
- Yossi Cohen, 2016-2021[3]
- David Barnea, från 2021